# سیاهک سینه‌سفید
سیاهک سینه‌سفید (نام علمی: Nigrita fusconotus) یک سیاهک بسیار کوچک با ظاهری نسبتاً شبیه به نوک‌مومی است، کلاه و دم سیاه در تضاد با پشت و بال‌های قهوه‌ای و زیرتنه سفید. هر دو جنس نر و ماده شبیه هم هستند اما تاج، دم و کفل ماده‌های نابالغ قهوه‌ای‌تر است.
این گونه در سراسر جنگل‌های بارانی گرمسیری آفریقا گسترده است. میزان وقوع جهانی آن ۲٬۷۰۰٬۰۰۰ کیلومتر ۲ برآورد می‌شود.
وضعیت این گونه توسط IUCN در رده کمترین نگرانی ارزیابی شده است.